# 노래에 사랑을 싣고
《노래에 사랑을 싣고》는 한국에서 제작된 1986년 영화이다. 허연호 등이 주연으로 출연하였다. 목마를 끌던 진태는 자신이 잃어버린 아들 또래 아이들을 매일 바라보다 그 중 아들과 외모가 비슷한 아이 슬기에게 집착하는 이야기이다.

## 출연

### 주연
- 허연호
- 이금주
- 김경란
- 김은림
- 한재력

## 스탭
- 이영재
- 장경기
- 장형재
- 정병각
- 조기업
- 최진식
- 황인용